# Aline Mendonça Luz
Aline Mendonça Luz (Montes Claros, 25 de dezembro de 1946 — Montes Claros, 21 de outubro de 2003) foi uma cantora e ativista brasileira.

## Biografia
Aline Mendonça Luz nasceu no dia 25 de dezembro de 1946, em Montes Claros, norte de Minas Gerais.

### Carreira
Começou a cantar nas serestas da família e aos 12 anos entrou para o conservatório Lorenzo Fernandez para estudar canto.
Aos 17 anos foi morar em Belo Horizonte, e no ano seguinte fez suas primeiras apresentações profissionais.
Em 1966 participou dos espetáculos “Taí Nosso Canto” e “Collage 66”, que revelaram o que de novo estava acontecendo nas artes mineiras. Era também a época da febre dos festivais. Aline participou de vários, não raro recebendo o primeiro prêmio e o de melhor intérprete. Também nesse período apresentou o show “O Velho e o Novo”, cantando com Clementina de Jesus. 
Em 1972, inscreve-se no programa de calouros do Silvio Santos, em São Paulo, e ganha cantando músicas como "Atrás da Porta" e "Expresso 2222". Suas interpretações lhe valem a antológica nota máxima do crítico José Fernandes e uma crônica, no Jornal O Dia, na qual ele chama Aline de "a Sarah Bernhardt da canção". 
Em 1973 muda-se para o Rio de Janeiro, contratada pela RCA. Grava várias versões de "Amo-te (mesmo?) Muito" (canção escrita por Caetano Veloso especialmente para Aline), rejeitadas pela gravadora com a justificativa de serem pouco comerciais. Grava então um compacto simples, com canções de Piry Reis e Geraldo Carneiro, que a gravadora não lança. Aline pede rescisão e sai da RCA. Nesse período, Aline sobrevive cantando nos cabarés da Lapa, mas sempre fiel à boa música brasileira. Um de seus fãs mais ardorosos deste período foi João Francisco dos Santos, o Madame Satã, para quem Aline sempre cantava Nervos de Aço. Participa de várias iniciativas coletivas, como o Circuito Aberto de Música Brasileira, que buscavam espaço para os novos músicos. Também apresentou shows bastante elogiados, como Canto Mulato, O Riso e a Faca, Cante a Palo Seco e Batalhão das Sombras.
Em 1976 começa a estudar canto com o professor Eládio Pérez-González. Aline participa intensamente do Comitê Brasileiro pela Anistia e dos movimentos de resistência ao regime militar.
Em 1978 participa do Projeto Pixinguinha.
Em 1979 funda a Companhia Vento de Raio, sua própria gravadora, e lança o primeiro disco independente de uma cantora no Brasil. O disco é muito bem recebido pela crítica e entra na relação dos melhores do ano.
Em 1982, lançou outro disco, "Uma Face, Outra Face". Mais elogios da crítica. Esse segundo disco mereceu uma crítica de Sílvio Lancellotti, na Folha de S.Paulo, na qual Aline é chamada de a melhor cantora do Brasil, depois de Elis Regina, a santa baixinha. Junto com seu segundo disco, Aline produz e lança o disco do pianista e arranjador Helvius Vilela, Planalto dos Cristais.
Em 1983, conheceu a dificuldade para lançar um disco independente, abre as portas de sua gravadora, emprestando o selo, sem qualquer tipo de exigência, a músicos do quilate de Pascoal Meirelles, Alaíde Costa, Nivaldo Ornelas, Guilherme Rodrigues, Ricardo Vilas e outros, para que possam lançar seus discos.
Em 1986, já em São Paulo, no Centro de Pesquisas Teatrais, dirigido por Antunes Filho, Aline aprofunda seu trabalha com a obra de João Guimarães Rosa.
Em 1987, se apresenta em vários espaços um ousado espetáculo solo de voz, "Amo-te Muito", com canções entremeadas por textos de Guimarães Rosa.
Em 1988, lança o disco "Mares de Minas", acompanhada em quase todas as faixas por Toninho Horta e Beto Lopes.
Em 1987, Aline volta a morar em sua cidade natal, Montes Claros. Nessa retomada da cultura mineira e sertaneja, a cantora Aline cede espaço cada vez maior para a ativista Aline, que chegou a presidir o Conselho Municipal de Defesa do Meio Ambiente local. Nesse período Aline dedica-se a uma vasta pesquisa da música popular brasileira, que resultou numa série de recitais temáticos, seguidos de debates. O chamado Projeto Raízes e Antenas foi articulado com sindicatos, ongs ambientalistas, movimentos sociais, universidades e escolas, e debateu temas como a ecologia dos cerrados, a desagregação da cultura sertaneja, a condição da mulher e os direitos humanos. Também o trabalho com a obra de João Guimarães Rosa se intensifica, produzindo trabalhos coletivos de grande envergadura, como a pesquisa “Grande Sertão Veredas e seus Ecossistemas”, o manifesto “O Melhor de Tudo é a Água”, a pesquisa “Cavernas do Grande Sertão”, a pesquisa “Ecossistemas Grande Sertão: Veredas – As Transformações Culturais e a Destruição Ambiental no Norte de Minas”, o projeto “Veredas do Peruaçu”, a pesquisa “O Ciúme em Grande Sertão Veredas” e o show “Alegria é o Justo”.

### Morte
Em 21 de outubro de 2003, aos 56 anos, Aline faleceu.

#### Legado
Aline construiu uma trajetória artística e humana das mais densas da música popular brasileira. Sua pequena discografia, mesmo tendo recebido entusiasmado reconhecimento da crítica especializada, continua inédita em CD. Deixou dois trabalhos ainda inéditos: uma gravação de várias canções de amor (dentre elas "Beatriz", "Paula e Bebeto", "Ne me quittes pas", "Vem morena', 'Volver a los dicesiet"e) com o músico francês Bernard Aygadoux e uma gravação da obra da artista plástica e compositora mineira Lisabeth Emmermacher.